# ポコニャン
- 藤子不二雄（連載） > 藤子・F・不二雄（著作） > ポコニャン
- 藤子不二雄 > アニメ > ポコニャン

『ポコニャン』は、藤子不二雄の藤本弘（のちの藤子・F・不二雄）によるSF生活ギャグ漫画作品、および同作の主人公の名前である。本稿では、それを原作としたテレビアニメ作品『ポコニャン!』についても扱う。

## 沿革
『きぼうのとも　ようじえほん』（以下『ようじえほん』　潮出版社）1970年7月号から1974年1月号にかけて前身となる『ぽこにゃん』が巻末のみの短編漫画として連載され、その設定を引き継いだ中編漫画『ポコニャン』が『希望の友』（潮出版社）1975年4月号から1978年5月号まで連載された。不思議な生物ポコニャンが、同居する男の子を不思議な能力と道具で助けるという内容の作品である。
1980年から1981年にかけて、一部のエピソードがテレビアニメ『ドラえもん』にて登場人物をドラえもんのキャラクターに差し替えてアニメ化された。
連載終了後15年を経た1993年に『ポコニャン!』のタイトルでテレビアニメ化された（全170話）。テレビアニメ化にあたって、『ドラえもん』という藤子・F・不二雄の看板作品との差別化を図るため、原作からポコニャンの存在と不思議な能力のみが引き継がれ、物語を全面的に作り直した完全なアニメオリジナル作品に仕立てられ、視聴者層も『ドラえもん』より低い幼児から小学校低学年を対象としている。同年には田中道明（藤子スタジオ出身の元作画スタッフ）によってテレビアニメ版の内容をそのまま漫画化した同名作品が描かれ、『小学一年生』に掲載された。
1994年にゲームボーイとスーパーファミコンにて、アニメ版をもとにしたゲームソフトが発売された。
2016年9月3日、藤子・F・不二雄ミュージアムで上映される短編映画として『ポコニャン&ドラえもん「ポンポコニャンでここほれニャンニャン!?」』が公開され、23年ぶりのアニメ化となる。公開記念として、ミュージアム限定販売でアニメイラストが使用されたカバー付きの藤子・F・不二雄大全集『ポコニャン』が発売。

## 原作

### あらすじ
太郎の家に住んでいるポコニャンは、ネコともタヌキともつかない奇妙な生き物。不思議な超能力で数々の奇想天外なアイテムを作り出し、太郎と共にゆかいな冒険を繰り広げる。

### 『ポコニャン』全サブタイトル一覧
本作は連載時期が約6年半と長く、話数も全80話と多いので雑誌別に折りたたんでおく。
| 掲載年月日     | サブタイトル             |
| -------------- | ------------------------ |
| 1970年07月号   | おもちゃのおうち         |
| 1970年08月号   | おへやで水あそび         |
| 1970年09月号   | ひかりのうきわ           |
| 1970年10月号   | でんしゃごっこ           |
| 1970年11月号   | かるくなるくすり         |
| 1970年12月号   | ひこうきごっこ           |
| 1971年01月号   | たのしいおふろ           |
| 1971年02月号   | はるがきた               |
| 1971年03月号   | でんわでただいま         |
| 1971年04月号   | そだてこいのぼり         |
| 1971年05月号   | あめあめふれふれ         |
| 1971年06月号   | たねをまこう             |
| 1971年7・8月号 | こぼれないプール         |
| 1971年09月号   | お月見したいな           |
| 1971年10月号   | えいがに入ろう！         |
| 1971年11月号   | ふしぎなぼうえんきょう   |
| 1971年12月号   | べんりなざぶとん         |
| 1972年01月号   | なんでもたこあげ         |
| 1972年02月号   | 小さなスキー場           |
| 1972年03月号   | かげ絵ライト             |
| 1972年04月号   | 絵の中のさくらの木       |
| 1972年05月号   | うごくおりがみ           |
| 1972年06月号   | しゃぼん玉でボウリング   |
| 1972年07月号   | ボートにのろう           |
| 1972年08月号   | セミとなかよし           |
| 1972年09月号   | たいふうロケット         |
| 1972年10月号   | クレヨンでやっつけろ     |
| 1972年11月号   | 小さなしょうぼうしゃ     |
| 1972年12月号   | トランポリンになるくすり |
| 1973年01月号   | ゆきパンダ               |
| 1973年02月号   | 絵の中にかくれんぼ       |
| 1973年03月号   | めずらしいたまご         |
| 1973年04月号   | やさしいふえのね         |
| 1973年05月号   | じょうずにおどろう       |
| 1973年06月号   | はんにんをさがせ         |
| 1973年07月号   | ぽこにゃんとドライブ     |
| 1973年08月号   | へやの中のうみ           |
| 1973年09月号   | ひとりでおつかい         |
| 1973年10月号   | ふしぎなスケッチブック   |
| 1973年11月号   | おしゃべりするとり       |
| 1973年12月号   | 金太郎は力もち           |
| 1974年01月号   | きれいなちょうちょ       |

| 掲載年月日   | サブタイトル         |
| ------------ | -------------------- |
| 1975年04月号 | 美人にとれる！       |
| 1975年05月号 | シッチャカメッチャカ |
| 1975年06月号 | 目がさめないよう     |
| 1975年07月号 | ねん土ざいく         |
| 1975年08月号 | 山でおよいだよ       |
| 1975年09月号 | ふくろづめ台風       |
| 1975年10月号 | 他人のゆめをみる     |
| 1975年11月号 | 落ち葉たき           |
| 1975年12月号 | 忘れられた贈り物     |
| 1976年01月号 | ししがおどった       |
| 1976年02月号 | ドカ雪               |
| 1976年03月号 | ひろーくします       |
| 1976年04月号 | かあさんっていいな？ |
| 1976年05月号 | ここほれニャンニャン |
| 1976年06月号 | 魔の手がせまる！     |
| 1976年07月号 | 黒べえをすくえ！     |
| 1976年08月号 | お空であそぼう！     |
| 1976年09月号 | 庭で山のぼり         |
| 1976年10月号 | タイムマシンで早おき |
| 1976年11月号 | ぼくたちだけの家     |
| 1976年12月号 | けっさく映画をつくる |
| 1977年01月号 | お年玉作戦           |
| 1977年02月号 | 逆もどし             |
| 1977年03月号 | あとがこわい！       |
| 1977年04月号 | パニックがおきた！   |
| 1977年05月号 | 雲になって……？       |
| 1977年06月号 | ねがい星花火         |
| 1977年07月号 | やせがまん           |
| 1977年08月号 | ぼくだっておよげる！ |
| 1977年09月号 | 台風でこらしめろ!?   |
| 1977年10月号 | 受験生に協力！       |
| 1977年11月号 | きおくをたどれ！     |
| 1977年12月号 | マジ・コンてなんだ？ |
| 1978年01月号 | つかなかった年賀状   |
| 1978年02月号 | おへやでスキー!?     |
| 1978年03月号 | ぼくは手品師だ！     |
| 1978年04月号 | ダイナミック模型鉄道 |
| 1978年05月号 | 水ぞくかんをつくれ！ |

### 単行本
- 潮出版社〈希望コミックス〉
  - 上巻（1978年12月20日初版発行、同時収録「鳥人くーん!」）
  - 下巻（1978年12月20日初版発行、同時収録「ベラボー」）
- 潮出版社〈オールカラー版〉 - 巻頭フルカラーと2色カラーで構成。大判。
- 中央公論社〈中公コミックス 藤子不二雄ランド〉全2巻
- 潮出版社〈希望コミックス〉 - NHKでアニメ化の際に新装版を出版。「鳥人くーん!」と「ベラボー」を収録せず、代わりに『ようじえほん』で連載された「ぽこにゃん」を収録している。
- 小学館〈ぴっかぴかコミックス〉- 巻頭4色カラー、残りは2色カラー・モノクロでを含む構成。
  1. 2004年7月30日発売 ISBN 4091480519
  2. 2004年9月1日発売 ISBN 4091480527
  3. 2004年10月1日発売 ISBN 4091480535
- 小学館〈藤子・F・不二雄大全集〉 - 全話が収録されている。
  - 2011年10月25日発行、 ISBN 978-4091434746

### 登場人物
ポコニャン・太郎とその両親以外のキャラクターは『ようじえほん』時代は未登場。
ポコニャン
本作の主人公。名前が作品タイトルになっているが本編中で名前の初出は「シッチャカメッチャカ」。
猫と狸を合わせたような外見で超能力を持つ不思議な動物で、様々な発明品や遊び道具を作り出す。超能力を使う際は、「ポコニャン」と叫びつつ対象物に向けて尻尾を振る。初期は「ひとりでおるすばんなんてつまんない。」など人間の言葉を喋っていたが、連載第2話目（おへやで水あそび）で「（家の中で水遊びしたいと言われ）できるよ。」と言ったのを最後に「ポコニャン」としか発音しなくなったが、周りとの意思疎通は普通にできる。太郎と出会った幼い頃は「ミィ」と鳴いている。
（「ポンポコニャン」や「ペケニャン」などと発することもある、また一度だけ吹き出しに「ポコニャン。（小鳥の声のカセットテープを流そう）」というセリフの翻訳がされたことがある。）
その一方で字を書くことができ、「ぼくのことはしんぱいしないで　ぼくならひとりでも生きていけるから」と置手紙を書いて家出したことがある。
常時紺色のパンツを着用している（「忘れられた贈り物」で脱ぐ場面があるので毛の模様ではない）が太郎と出会った時点ですでにこれを履いており、どこで入手したのかは不明。
太郎（たろう）
声 - 寺崎裕香（Fシアター上映作「ポコニャン＆ドラえもん『ポンポコニャンでここほれニャンニャン!?』）
都内の山川小学校に通う少年。名前の初出は「忘れられた贈り物」で、本編中姓は出てこない。
遅刻の常習者。幼少期（「魔の手がせまる！」の5年前）に山でポコニャンを拾って以来、家族としてともに育ってきた。なお、この5年前の回想シーンでハイキングに行けるほどの年齢になっているため、学年は明記はないものの少なくとも低学年ではない。
運動は野球好きで実力はピッチャーをやらせてもらえる程度だが特筆するほど上手いわけではなく、母と体が入れ替わった際に精神母親の状態の太郎がホームランを連発するとヒヒ山たちに驚かれる描写がある。苦手なのは水泳で海で本人が「およげない」という場面もあるが、これ以前に何度か泳ぐ場面がある（ただしいずれも特殊な水域）。
太郎の父
片道2時間の距離の会社に勤めるサラリーマン。だんごが大好物
太郎の母
専業主婦。口うるさい。
太郎が動物を飼おうとすると反対する回が複数あり太郎は動物嫌いと認識しているがが、ポコニャンが家にいることは認めているように本人が動物嫌いというより多頭飼育の負担や近所迷惑を気にしているのが真相。
野球に関しては素人だが、太郎と体が入れ替わった際にはホームランを乱発するなど素質はあるような描写がある。
みき子
太郎の同級生の少女でほぼ全部の場面で「みきちゃん」と呼ばれている（初出「他人のゆめをみる」）が、祖父によると「みき子」が本名らしい。
名前は同じだがアニメ版主人公のミキとは顔が大きく異なり、横髪が前方にはねた黒いショートヘアである。
手先が器用で工作で見事なものを作る場面がなんどかある
『ようじえほん』時代は彼女とは別にウェーブのかかった髪の少女（『パーマン』のミチ子のような容姿）が準レギュラーで登場しており、『希望の友』時代でも太郎の顔見知りとして登場するが名前は不明。
ヒヒ山（ヒヒやま）
太郎の同級生の大柄な少年。名前の初出は「黒べえをすくえ！」でヒヒ山というのはあだ名ではなく本名の姓である（同話に出てくる彼の家の表札に「ヒヒ山」とある）。

太郎の家の向かいに住んでおり「お前（太郎）の家から落ち葉が飛んできた」と因縁をつけてきたことがあった。
ラッキョ
太郎の同級生の少年。名前（あだ名？）の初出は「他人のゆめをみる」。
藤子漫画によくいる「口先がとがった気取り屋な子供」だが他の顔のデザインが安定せず口元にしわがあったりなかったり、髪型も前髪の形状が変わったり横や後の刈り上げ部分が消失することがある。
ヒヒ山の腰巾着だが、太郎よりもヒヒ山に暴力を振るわれることが多く。またヒヒ山とみきが登場しててもラッキョだけ居らず口先のとがった別の少年が登場する回が結構あるため、この3人の中では一番出番が少ない。
三郎
太郎の同級生の眼鏡の少年。準レギュラー程度の出演だが、みき・ヒヒ山・ラッキョ以外で唯一名前が判明している。名前の初出は「雲になって・・・？」より。
紙で家を作る際は間取りの設計を担当、几帳面なのかこの家に移った通知の手紙を友達中に書いてたり、別の回ではおねしょをしたことをしっかり日記に記載していた。

### 道具
ポコニャンが作ったり、どこからか持ってきたりする、不思議な道具。他にテレキネシス、無生物に命を吹き込む、道具の機能を別の道具の物に変える（電話機を掃除機の代用にするなど）といった超能力が使える。
なお、ポコニャンはドラえもんと違い道具名を言わないため、太郎が説明した場合を除き基本的に機能をそのまま表記する。
おしゃれカメラ
オモチャの日光写真機を超能力で変化させた物。なんでもきれいに写る。
こどくガス
首の長い壺から放出されるガスで、このガスに包まれると対象者は周りの人間を認識しなくなり、1人きりになったように感じる。
マジック・コントロール
略称マジ・コン。これをくっつけるとなんでも動かせる。
過去へ手紙を出すポスト
これを使えばずっと前に手紙を出したことになる。
インドア・スノー
絶対にとけないし、つめたくもない。
ミニミニ・スキー
絶対に転ばない。体重のかけ方によって、スピード調節やブレーキも思いどおり。
手品ステッキ
どんな手品でもできる。種も仕掛けもいらない。隠し芸には十分。
メモリーキャップ
記憶を映しだす帽子。
泳げるきかい
どんな泳ぎ方もできる。へそにくっつけてポコン、ペコンと操作する。
エアコンジオラマアルバム
切り抜いて組み立てると、部屋の空気ができあがったジオラマのとおりになる。
トイレットペーパーみたいな紙
鉄板みたいに丈夫。作る前はやわらかい。
強力な瞬間接着剤
紙を貼り合わせるのに使う。
お年玉箱
スイッチを入れると電波が出て、それを受けた人は、箱の持ち主にお金をあげたくなる。
実物時間逆転機
以前にガラクタから製作した映写機能つきビデオカメラを改造した物。任意の対象物にこの道具を向けてスイッチを入れると、映画の逆回しのように対象物の時間が逆戻りする。名称の初出はテレビアニメ『ドラえもん』第2作第1期「逆もどし」（『ポコニャン』「逆もどし」のアニメ化作品。1980年6月2日放送、レンタル用ビデオ『テレビ版ドラえもん』35巻に収録）。同エピソードでの描写は、カートリッジ型逆時計と実物時間逆転機も参照。
パニック機
立体映画と立体音響で、地震や火事や洪水の幻を作り出す。
レール・チューブ
絵の具のチューブようにレールがニュルニュルと出てくる。
引力さえぎりガス
吹き付けると、引力のない状態になる。
もしもしメガホン
このメガホンでしゃべると、昆虫に話しかけ、自分の意思を伝えることができる。虫と友だちになることもできる。名称の初出はテレビアニメ『ドラえもん』第2作第1期「黒べえをすくえ!」（『ポコニャン』「黒べえをすくえ!」のアニメ化作品。1980年4月28日放送、ビデオ『テレビ版ドラえもん』24巻、DVD『テレビ版ドラえもん』12巻に収録）。
人間を煙に変える煙突
円筒の形をした道具。頭に載せると、人体が円筒を通り抜けて煙になる。煙になった状態で円筒の上の穴に入ると、円筒の下から元に戻って出ることができる。
ねがい星花火
この花火を打ち上げ、花火が消える前に願いごとを言うと、その願いごとがかなう。
ドリームねんど
箱庭の山を作ることができる粘土。名称の初出はテレビアニメ『ドラえもん』第2作第1期「庭で山のぼり」（『ポコニャン』「庭で山のぼり」のアニメ化作品。1980年4月21日放送、DVD『テレビ版ドラえもん』34巻に収録）。
『ドラえもん』では、未来の子供たちが庭で山登りをして遊ぶための粘土として登場する。作中ではドラえもんとのび太がこの粘土で山の大まかな形や山道などを作った後に丸木橋や木のミニチュアをつけ、水道からホースを引っ張り川を流しその上、山の風景画を周りに貼りドライアイスで雲まで作り本格的な山のミニチュアを作った。

## テレビアニメ
『ポコニャン!』のタイトルで、1993年4月5日から1996年3月30日までNHKで放送。1994年4月1日までは総合テレビで、1994年4月4日からは教育テレビで放送された。全170話。
総合テレビ
1993年4月5日から1994年4月1日まで放送。放送時間は毎週月曜日 - 金曜日 17:50 - 18:00。
第1話「シッポがあるおとうとニャン」から第150話「みんなポコニャンのともだちニャン」までの初回放送と第9話「お留守番は楽しいニャン」の再放送。第116話「シロは名犬だニャン」から第118話「とんだ魔法のランプだニャン」までは、1993年12月31日に教育テレビ『母と子のテレビタイムスペシャル（2）』内で、16:10から16:35に放送した。
教育テレビ
1994年4月4日から1996年3月30日まで放送。1995年3月31日までは毎週月曜日 - 金曜日 8:50 - 9:00および17:25 - 17:35に放送されていたが、同年4月3日からは夕方の放送のみとなった。
第151話「大渋滞は楽しいニャン」から第170話「おじいちゃんの交通安全だニャン」までの初回放送と全170話の再放送をランダムに放送。同一日で午前午後ともに同一作品を放送（午後は午前の再放送扱い）。1994年度および1995年度の初めに第1話、年度末に最終話（第148話「さよならはスタートニャン」）を放送した。

### 登場人物
ポコニャン
声 - 三田ゆう子
本作の主人公。「ポコニャンの国」出身の動物で、へんぽこりんパワーを使うことができる。しかし自分がパワーを使えることは、ミキと幹の介以外には隠している。親友のミキにのみ、語尾に「ニャン」を付けた口調で話すが、普段は「ポコニャン」「ニャン」などとしか言わない。生物的には猫というより狸に近いらしい。性別は雄。最終回でミキ・シゲル・ミドリとニューヨークへ共に旅立とうとしたが一人ぼっちになる幹の介のこともあり、旅客機まで同行した後3人とは別れ、幹の介の所で暮らす事を決めた。
なお原作では青いパンツを穿いているが、このアニメでは青い吊りズボンを穿いたデザインに変更されたほか、原作に比べ若干胴体がスリムで手足が大きめのスタイルになっている。
木の葉 ミキ（このは ミキ）
声 - 平松晶子
小学一年生の女の子。ハイキングでポコニャンと出会い、親友となる。ポコニャンの良き相棒的存在。クラスのアイドル的存在で、性格は父親譲りでお調子者で活発なおてんば。勝気で虚栄心が強い一面もある。算数が苦手で字が汚いらしい。カエルを好む。へんぽこりんパワーの助けを借りることが多い。ユウに知られないようにへんぽこりんパワーを一時禁止していたが、ポコニャンがミキの部屋で寝ている際に夢の中でへんぽこりんパワーが暴発し、そのせいで学校で恥をかかされてしまう。帰宅後、目を覚ましたポコニャンを疑ったが部屋に閉じ込められていたハエを喋らせ、ポコニャンのアリバイが証明された。髪は水色のポニーテール。赤いスカートを好む。最終回でシゲルの仕事の都合で、ニューヨークへ転校することになった。
木の葉 ミドリ（このは ミドリ）
声 - 向井真理子
ミキの母。専業主婦。旧姓は、いっぽんぎ。趣味はテニス。夫のことを「シゲル」と名前で呼ぶ。
木の葉 シゲル（このは シゲル）
声 - 江原正士
ミキの父。会社員。愛妻家でミドリとは今でもラブラブ。幼少期はイタズラ好きで泣き虫。魚のいる池に石を沈めようとしたところを現代からへんぽこりんパワーで来たミキに阻止されるが、突き飛ばしずぶ濡れにして笑っていた。歌が下手。サッカーも下手で、会社のサッカーチームではキャプテンを務めているものの、控えである。その他、料理の腕も壊滅的。一見若く見えるが、社内ではすでに中堅らしい。会社では営業を担当。
いっぽんぎ 幹の介（いっぽんぎ みきのすけ）
声 - 肝付兼太
ミキの母方の祖父で、ミドリの父であり、シゲルの義父。元警察官。趣味はゴルフ。暑いのが大好き。夫人に先立たれている。ミキの家の近くに在住。へそ曲がりの頑固者の老人で、ポコニャンのことも当初はいぶかしく思っていたが、ポコニャンが土産の大判せんべいを嬉しそうに食べたことから後に和解し可愛がるようになる。ポコニャンがパワーを使うことを知る数少ない人物の1人。入れ歯は1つもない。警察官退職後に川でおぼれた子供を助け、新聞に掲載された。
檜 秀作（ひのき しゅうさく）
声 - 柏倉つとむ
ミキの級友の男子。機械好きで、たまに発明をする。眼鏡をかけており、かなりの近眼。自分のパソコンには「コン太」と名づけている。お金持ちのお坊ちゃま。髪は茶髪。頭は良いがイヤミな性格。
檜 ユウ（ひのき ユウ）
声 - 小林優子
秀作の妹。幼稚園児。短気でかなり腕白であり、しばしばポコニャンを「ニャンポコ」と呼んでいじめているが本人はむしろポコニャンに愛のムチとして好意を持っており、恐怖で泣きわめくポコニャンを叱咤激励したり身を呈して庇ったこともある他、EDではポコニャンに強引に結婚を迫ったこともある。ただしポコニャンからはいじめられていることから恐れられている。実はポコニャンがパワーを使えることを知っている。髪は金髪。常に幼稚園の赤い園児服を着用。
花田 菊の助（はなだ きくのすけ）
声 - 桜井敏治
ミキの級友の男子。花屋の息子。「菊の助、感激〜」「菊の助、納得〜」などが口癖。ミキちゃんには「菊ちゃん」とよばれている（あだ名で呼ばれている唯一の人物）。大柄だが所謂ガキ大将キャラではなく、温厚で優しい少年。ミキちゃんが好き。サボテン栽培が趣味。サスペンダーのついた継ぎはぎのズボンを愛用。
菊の助の母
声 - 巴菁子
花屋の店主。典型的なおばさん。よく登場する。
桜 アタリ（さくら アタリ）
声 - 白石文子
ミキの級友の女子。占い好きでおっとりとしているが、言うべきことは言うタイプ。三つ編み。後期登場回数は多くない。
楠木 ノボル（くすのき ノボル）
声 - 三木眞一郎
ミキの級友の男子。格好良くて凛々しい顔立ちをしている。登場回数は多くないが、ポコニャンスロットにはよく登場する。青色の髪をしている。常に半ズボン。
若葉 モモコ（わかば モモコ）
声 - 島本須美
ミキたちの担任の先生。ピンク色の髪をしている。ロングスカートを好む。
ハエさん
声 - 梅津秀行

チンプク
声 - 江原正士
野良ネコ。いたずら好き。「チンプクメゲレンコ〜」と鳴く。ポコニャンに意地悪をよくする。
ポン吉（ポンきち）
動物園の演芸タヌキ。動物園を脱走しポコニャンの元へ身を寄せた。
コン太（コンた）
声 - 木藤聡子
パワーを使えるキツネ。へんぽこりんパワーのように、「コンコンコンの、コンピラ様の、コーン!」と呪文を唱え、茸集めや、吹雪を起こしたりできる。ポコニャンにのみ、語尾に「コン」を付けて話す。なお、秀作のパソコン「コン太」のことではない。

### へんぽこりんパワー
ポコニャンが持つ不思議なパワー。「ぽんぽこぽんの、へんぽこりんの、ニャン!」と呪文を唱えてからパワーの名前を叫び、パワーを使う。また、一度唱えた始めの呪文は、（各話の中では）再度唱える必要はない。一度使ったパワーは、（各話の中では）「ニャン!」で代用できる。
化けポコリン
自分の姿を別の姿に変えることができる。ただし、しっぽは付いたままとなる。一番使用頻度の高かったパワー。
変えポコリン
物体を別の姿に変えたり、物体に別の能力を付加することができる。
換えポコリン
人と人の中身を交換することができる。
跳びポコリン
他人の跳び箱の能力を格段に上昇させることができる。ただし、暴発することもある。
飛びポコリン
1. 物体を自由に飛ばし、操ることができる。
2. 自分や他人に空を飛ぶ能力を与えることができる。

浮きポコリン
物体を宙に浮かせることができる。
耳ポコリン
自分の耳を操ることができる。耳で背中を掻くことも可能。
聞きポコリン
言語を持たない物体から話を聞くことができる。
口ポコリン
言語を持たない物体に口を与え、話をさせることができる。
しゃべポコリン
言語を持たない物体にしゃべらせることができる。
動きポコリン
自分で動くことのできない物体に、動く能力を与えることができる。
見つけポコリン
自分の生まれたときに、一瞬だけ戻ることができる。
見えポコリン
遠くの様子を見ることができる。
消えポコリン
自分や他人の姿を消すことができる。
出るポコリン
1. 絵本から物を出すことができる。ただし、関係ないものも出る。
2. 足跡を出すことができる。（第103話）

入るポコリン
絵本やテレビゲームの中に入ることができる。
ドアポコリン
何もない壁にドアを作ることができる。
穴ポコリン
1. 光の穴を使い、太古やパラレルワールド、異次元に行くことができる。光の穴は、しっぽで地面などに円を描いて出現させる。
2. ゴルフの穴（カップ）にボール等を飲み込む意思を持たせる事が出来る。穴は人や物を飲み込むと巨大化する。（第112話）

ミニポコリン
物体を小さくすることができる。
デカポコリン
物体を大きくすることができる。
付きポコリン
人と人を磁石のようにくっつけることができる。
取れポコリン
人と人を磁石のように反発させることができる。
分けポコリン
物体を中心で2分割することができる。
花ポコリン
物体から花を咲かせることができる。
咲きポコリン
玄関マットに花を咲かせる能力を与えることができる。
晴れポコリン
天候を操り、晴れさせることができる。
風ポコリン
天候を操り、風を起こすことができる。
波ポコリン
1. おもちゃなどを操って、部屋の中で魚のように泳がせることができる。
2. 海などの波を自在に操ることができる。
3. 水のない場所に波を起こすことができる。

たまポコリン
1. ボールに化けることができる。
2. 物体を透明な玉に閉じ込めることができる。無関係の人には絶対に玉を割ることはできない。

切りポコリン
切り抜いたものを実体化させることができる。ただし、水に触れると元に戻ってしまう。
服ポコリン
他人や自分に服を着せることができる。
缶ポコリン
何でも缶詰（「へんぽこりん缶詰」）にすることができる。物体でも大嵐でも可能。
買うポコリン
他人に商品を買わせることができる。
生えポコリン
他人にフサフサの髪を生やすことができる。
伸びポコリン
滑り台の滑走路や鉄道の線路など、物体を延長させることができる。
迷路ポコリン
町を迷路にすることができる。迷路の出入口は自由に設定可能。
集めポコリン
山に生えている茸を集めることができる。
立ちポコリン
倒れている物体を立たせることができる。
縄ポコリン
縄を操ることができる。人を縛ることも可能。
夢ポコリン
自分の夢に他人を招待したり、他人の夢に自分や他人が入ることができる。
虹ポコリン
虹の橋を架けることができる。大きさは自在。
色ポコリン
ペンキの色をいくつでも増やすことができる。
塗りポコリン
ペンキやハケを操り、壁などに色を塗らせることができる。
カチポコリン
燃えている物体を凍らせることができる。
テレポコリン
ビデオカメラを操って自由に動かしたり、いろいろなテレビにカメラの映像を映すことができる。
ゴミポコリン
ゴミ箱に捨てた書類などをチリにして飛ばすことができる。ただし、地面に落ちたチリからは植物が生え、花が書類の秘密をしゃべり続けてしまう。
ピカポコリン
1. 汚れている物体をピカピカにすることができる。
2. 壊れている照明を点灯させることができる。

キラポコリン
あちこちにネオンやカラフルな照明を点灯させることができる。
ミキポコリン
鏡や水面に映ったミキを増殖させることができる。ただし、映るたびにコピーが出てしまう。また、水面からのコピーであれば揺らぐなど増殖したミキは映ったときの姿そのままの性質・状態。
ポコニャンポコリン
雪だるまをポコニャンの姿に整え、自分で動くようにすることができる。ただし、雪だるまにへんぽこりんパワーの能力が移転してしまう。
しっポコリン
しっぽの先をアンテナのように使って目当ての物を探し出す。
ビデポコリン
リモコンでビデオのように早送り、スローで人を動かすことができる。（第102話）
家ポコリン
木にリスの家を造ることができる。（第103話）
包みポコリン
おもちゃを箱に入れ、包装紙とリボンで包む。（第104話）
ギャルポコリン
若い女性に変身することができる。（第106話）
声ポコリン
2人の間で声を替える。人や動物を問わず入れ替えることが出来る。（第109話）
怪力ポコリン
怪力になり、力こぶが出来て、敵にパンチ、チョップ、キック等の技をかけることが出来るようになる。（第114話）
ツリーポコリン
大きなクリスマスツリーを生やすことができる。ツリーには空から無数の小さな光が降り注ぐ。（第115話）
あきポコリン
閉じている車のトランク開ける。（第116話）
チョキポコリン
貯金箱を意思を持たせて、ひたすらお金を集めるよう働いてくれるようになる。（第124話）
風邪ポコリン
人の風邪のバイキンを袋に集める。風邪のバイキンを持っている人の症状は良くなる。（第126話）
雪ポコリン
テレビの中の雪を持ってくることができる。（第129話）
かきポコリン
フォークを孫の手にする。手を使わなくても背中を掻くことができる。（第131話）
壁ポコリン
何もない壁を通り抜けることができる。（第133話）
聞くポコリン
このへんぽこりんパワーをかけたヘルメットを被ると人の言うことを強制的に聞くようになる。（第134話）
ビルポコリン
ビルの鉄筋を組み立てることができる。（第139話）
来るポコリン
指をさした人や物を呼び寄せる事ができる。（第140話）
時間ポコリン
過去に時間をさかのぼることができる。（第144話）
雲ポコリン
雲に乗って空を飛ぶことができる。（第146話）
花ポコリンの耳ポコリン
花を電話の代りに使うことができる。（第148話）
音ポコリン
指揮者のバトンにへんぽこりんパワーをかけると、バトンを持っている人から全体の気持ちを合わせることができる。（第152話）
箱ポコリン
箱にラッピングする。箱のリボンは笛のリズムで結ぶことができる。（第156話）
パパポコリン
シゲルを日曜大工の天才にする。（第160話）
カードポコリン
紙を何でも出てくるへんぽこりんカードにすることができる。カードを使うと物を呼び寄せることができる。（第161話）
呼びポコリン
落とし物を呼び寄せることができる。（第163話）
撮りポコリン
普通のカメラを何でも思ったことを写すカメラにすることができる。（第166話）
すべポコリン
このへんぽこりんパワーをかけたスケートを履くと滑れるようになる。（第168話）
戻りポコリン
他の方向に歩く人の方向を戻すことができる。（第170話）

### ポコニャンスロット
スロットマシンのコーナーが本編とエンディングの間にあり、毎回「今日は誰かニャン」の台詞と共にリールが止まり始める。毎回、2つのリールが揃ったリーチの状態になり、最後のリールが揃うか見所である。6人のキャラクター（ポコニャン、ミキ、秀作、菊の助、ノボル、アタリ）の絵柄があり、揃った場合コインの代りに揃ったキャラクターが出てきて、「〇〇だニャン」と喜ぶ。ポコニャンが出たら「大当りだニャン」と喜ぶ。外れた場合、ユウが出てきて「あかんべえ」をして「はずれだニャン」と落ち込む。出目は、当たりが6種類、外れが30種類の全36種類ある。ポコニャンスロットの全結果は、10分の放送169話分（最終回は放送なし）で、当たりは93回、外れ76回。1993年12月31日放送では、2回放送され当たり1回、外れ1回である（1994年1月1日放送・2日・3日放送分も同様）。また、このポコニャンスロットはカプコンから「ポコニャンフレンド」という名前のプライズゲームとして実現化され、スロットが揃うとポコニャンの鉛筆が景品としてプレゼントされる。後にバージョンアップ版である「ポコニャンジャンボフレンド」が稼働され、1等賞はノートと鉛筆・2等賞は鉛筆2本・3等賞は鉛筆1本がそれぞれ景品としてプレゼントされた。
- ポコニャンスロットの出目と放送話数（太字は当たり）

| スロットの出目                     | 放送話 |
| ---------------------------------- | --- |
| ポコニャン・ポコニャン・ポコニャン | 第7、26、51、58、61、63、76、81、82、96、99、113、119、132、138、142、165、166話、 1993年12月31日放送2回目、1994年1月1日放送2回目、1994年1月3日放送2回目 |
| ポコニャン・ポコニャン・ミキ       | 第22、126、136話、1993年12月31日放送1回目 |
| ポコニャン・ポコニャン・秀作       | 第30、94、154話 |
| ポコニャン・ポコニャン・菊の助     | 第5、97話、1994年1月3日1回目 |
| ポコニャン・ポコニャン・ノボル     | 第68、162話 |
| ポコニャン・ポコニャン・アタリ     | 第32、79、84、116話、1994年1月1日放送1回目、1994年1月2日放送1回目                                                                                        |
| ミキ・ミキ・ミキ                   | 第1、12、21、28、35、38、46、69、78、91、102、104、121、123、129、131、141、153、169話                                                                   |
| ミキ・ミキ・ポコニャン             | 第27、66、147話 |
| ミキ・ミキ・秀作                   | 第43、57、70、155話 |
| ミキ・ミキ・菊の助                 | 第34、115話 |
| ミキ・ミキ・ノボル                 | 第86、130話 |
| ミキ・ミキ・アタリ                 | 第50、72、89、98、110、167話 |
| 秀作・秀作・秀作                   | 第2、11、23、40、49、62、85、88、101、106、127、135、168話                                                                                               |
| 秀作・秀作・ポコニャン             | 第10、48、54、139話 |
| 秀作・秀作・ミキ                   | 第67、134、137、161話 |
| 秀作・秀作・菊の助                 | 第80、164話 |
| 秀作・秀作・ノボル                 | 第55、87、95話 |
| 秀作・秀作・アタリ                 | 第24、152話 |
| 菊の助・菊の助・菊の助             | 第4、9、15、19、31、52、60、75、109、114、128、133、149、156、160、170話                                                                                 |
| 菊の助・菊の助・ポコニャン         | 第25、125話 |
| 菊の助・菊の助・ミキ               | 第44、158、159話 |
| 菊の助・菊の助・秀作               | 第29話 |
| 菊の助・菊の助・ノボル             | 第20、42話 |
| 菊の助・菊の助・アタリ             | 第111話 |
| ノボル・ノボル・ノボル             | 第8、17、45、47、56、64、71、74、77、83、108、112、117、120、124、146、157話                                                                             |
| ノボル・ノボル・ポコニャン         | 第13、163話 |
| ノボル・ノボル・ミキ               | 第33、65話 |
| ノボル・ノボル・秀作               | 第143、145話 |
| ノボル・ノボル・菊の助             | 第39話 |
| ノボル・ノボル・アタリ             | 第93、150話 |
| アタリ・アタリ・アタリ             | 第6、14、37、41、59、73、86、90、92、100、122、140、148話、1994年1月2日放送2回目                                                                         |
| アタリ・アタリ・ポコニャン         | 第16、144話 |
| アタリ・アタリ・ミキ               | 第36、107、118話 |
| アタリ・アタリ・秀作               | 第105話 |
| アタリ・アタリ・菊の助             | 第18、151話 |
| アタリ・アタリ・ノボル             | 第3、53、103話 |

### スタッフ
- 原作 - 藤子・F・不二雄
- 総監督 - 笹川ひろし
- 監督 - 原征太郎
- シリーズ構成 - 雪室俊一
- 音楽 - 相良まさえ、宮原恵太
- キャラクターデザイン - 橋本とよ子
- 美術監督 - 内田好之
- 音響監督 - 山田悦司
- 原画 - 宇田川一彦、今川よしみ、谷田陽子、河合静男、石川修、越崎鉄也、野館誠一、小島秀人、西山里枝、桜井木の実、坂元大二郎、小曽根孝夫、飯村一夫、飯飼一幸、浜田勝、原完治、吉田浩、松崎一、田中保、坪川正、白石悟、河野一男、楠田悟、進藤満尾、森利夫、塚本哲哉、昆進之助、浜森理宏、高橋明信、武田政次、なかじまちゅうじ、星川信芳、石井明治、西尾彰子、小塚左知子、的場敦、広瀬数子、長谷川仁、矢花馨、小島彰、郷敏治、窪敏、小林之浩、小野ひろみ、長坂寛治、松下純子、木場田実、行武三枝、林和男、諏訪昌夫、井上英二、井尻博之、臼井孝二、杉本功、松井陸容、渡辺和夫、言世高実、中田正彦、岩根雅明、玉井公子、長縄宏美、小塚佐知子
- 動画 - 松崎靖、福崎美香、小川祐子、片寄祐子、駒田壮司、大宮ルミ子、手島典子、沢崎信孝、勝部知子、菅野由美子、本間孝宏、藤本真弓、木口準、水口豊子、星合貴彦、鈴木香里、細木隆浩、大塚岩男、言世高実、今井仁美、田頭しのぶ、花房 明、富田誠司、三浦一世、上野美智子、山田大二朗、降旗昌弘、石井邦俊、上野千夏、堀正二郎、阿武恵子、石黒直美、飯岡真理子、白石悟、上田明美、斉藤美枝子、林あけみ、森重早苗、三木俊明、西岡茂、村上えり子、今井正春、仲野一弘、南雲礼子、山崎真美、伊藤武、根本かおる、高田靖仁、佐藤元朗、進藤満尾、星野浩一、遠藤省二、永井達朗、堀越新太郎、藤田淳也、堀越久美子、鈴木晃子、秋山薫、落合  匡、小林直生、花沢宏樹、鈴木満、佐藤美智子、村上えりこ、瀬上幸雄、須藤千夏、柿原剛、松島純子、村松啓子、佐藤智子、西尾彰子、島崎知美、矢花薫、渡辺信司、槙田一章、大塚岩夫、輿石暁
- 仕上 - 辛和美、及川教恵、柴田美知子、吉田さよ子、中島淑子、渡辺妙子、大澤孝子、笛吹康二、大須賀隆純、池田和恵、福井薫、須田由美、福間栄子、佐伯歌子、高橋由紀子、天野千秋、栗崎ひろみ、仲神加代子、成田照美、田村三枝子、久保明美、稲葉真、折目絵美子、佐々木三枝子、細田敦子、大谷京子、谷田陽子、細田敏子、開發博美、青柳留美子、五木田幸子、塩谷麗子、羽田佐代子、荒川喜代美、羽田定子、渋谷圭子、青木晴美、外山由美子、渡邊美栄子、沢井里美、伊藤貴子、高山恭代、沼田貴子、箱田明美、山崎美奈子、平賀真紀、熊本ゆか、木村千登世、志田智啓、中村忍、小川幸枝、中島和子、須藤美穂、湯浅麗子、服部洋子、氏家靖子、和田登志子、木村祥子、田中文子、渡辺恵子、前田嶺子、北野恵介、堤雅代、片山りつ子、三徳三枝、久下真由美、山縣知己、山口規子、高山照美
- 背景 - 森繁、美都宮聖咲、藤原敏晃、本多美紀、下道一範、早川司、源田治行、東條俊寿、内田祥子、亀崎経史、佐藤正行、村石静恵、関口健治、伊藤朱美、水野尾純一、石津節子、中村靖、山田祐子、大江真潮、新井由章、川島むつみ、新井由華、本間薫、本吉幸子、大野美千代、子名木麻起子、菅野博司、加藤納央、越膳滝美、中山恭子、谷口百範
- 撮影監督 - 白井久男
- 編集 - 高山智江子、坂本雅紀、森田清次、青木正子
- 効果 - 糸川幸良（宮田音響 → グループ&アイ）
- 制作統括 - 村上憲一、茂手木秀樹
- アニメーション製作 - アニメーション21、小学館、日本ヘラルド映画
- アニメーションプロデューサー - 菅野てつ勇（スタッフ21）
- 共同制作 - NHKエンタープライズ
- 制作・著作 - NHK

### 主題歌
- オープニング
  - 賽は投げられた
    - 作詞・作曲 - 立川俊之／編曲・歌 - 大事MANブラザーズバンド
- エンディング
  1. おやじと話す - 第1 - 5、13 - 23話（全16回）
    - 作詞・作曲 - 立川俊之／編曲・歌 - 大事MANブラザーズバンド

  2. 幸福（しあわせ）のプレゼント - 第6 - 8、24 - 28、34 - 38、76、83、91、95、99、103、108、115、124、128、131、138、143、144、147、155、162話（全31回）
    - 作詞 - 及川眠子／作曲 - 山口美央子／編曲 - 山中紀昌／歌 - CHIHARU

  3. けっこんしようよ - 第9 - 12、29 - 33、77、80、102、106、114、125、137、149、150、157、160、164、166話（全22回）
    - 作詞・作曲・編曲・歌 - MOONCATS

  4. 湯あがりハッスル - 第39 - 46、60、67、78、82、85 - 87、89、93、94、97、98、100、105、110、116、119 - 122、126、130、133、134、136、159、161、163、167、170話（全37回）
    - 作詞 - 彩木香／作曲 - 長内悟／編曲 - 藤原いくろう／歌 - YUKA

  5. ポコニャラ音頭 - 第47 - 59、61 - 66、68 - 75、79、81、84、88、90、92、96、101、104、107、109、111 - 113、117、118、123、127、129、132、135、139 - 142、145、146、148、151 - 154、156 - 158、165、168、169話、1993年12月31日放送分、1994年1月1日放送分、1994年1月2日放送分、1994年1月3日放送分。（全69回）
    - 作詞 - 藤子・F・不二雄／作曲・編曲 - 赤坂東児／振付 - 瀬戸口清文／歌 - リン・M・ハリス

- オープニングテーマ（OP）は1つのみだが、エンディングテーマ（ED）は5種類をランダムに使用している。（1994年1月1日放送分のEDは、3話分を1つのEDにまとめられて放送されたため、第116〜118話の各EDについては再放送から記載）

### サブタイトルリスト
全170話。NHK総合での放送時に年間予定以外の放送（臨時ニュース、高校野球中継、大相撲中継、国会中継など）で休止となることが多かった。また、この度重なる休止によって、当初の放送予定は大幅に変更されて放送された。リストは、初回放送順に準拠したものである。物語としての最終話は第148話。
| 話数 | サブタイトル                       | 脚本       | コンテ     | 演出       | 作画監督       | 放送日        | VHS          | DVD                                                                     |
| ---- | ---------------------------------- | ---------- | ---------- | ---------- | -------------- | ------------- | ------------ | ----------------------------------------------------------------------- |
| 1    | シッポがあるおとうとニャン         | 雪室俊一   | 池野文雄   | 岩崎良明   | 郷敏治         | 1993年 4月5日 | 1巻目        | 藤子・F・不二雄TVアニメアーカイブス セレクション1「ホンワカ編」         |
| 2    | 街でゲームをするニャン             | 柳川茂     | 笹川ひろし | 高木真司   | 岡迫亘弘       | 4月6日        | 1巻目        |                                                                         |
| 3    | ようちえんに行くニャン             | 雪室俊一   | 生頼昭憲   | 生頼昭憲   | 高橋昭信       | 4月7日        | 1巻目        |                                                                         |
| 4    | すてきな紙ヒコーキニャン           | 水出弘一   | 福本潔     | 福本潔     | 服部一郎       | 4月8日        | 1巻目        |                                                                         |
| 5    | イエーデランドへようこそニャン     | 雪室俊一   | 原征太郎   | 岩崎良明   | 河合静雄       | 4月9日        | 2巻目        |                                                                         |
| 6    | ペットをかいたいニャン             | 桜井正明   | 生頼昭憲   | 生頼昭憲   | 高橋昭信       | 4月12日       | 6巻目        |                                                                         |
| 7    | アタリちゃんの占いはすごいニャン   | 柳川茂     | 遠藤克己   | 渡辺健一郎 | 小林勝利       | 4月14日       | 2巻目        |                                                                         |
| 8    | 男の子を吸いこむニャン             | 柳川茂     | 野館誠一   | 野館誠一   | 野館誠一       | 4月16日       | 2巻目        |                                                                         |
| 9    | お留守番は楽しいニャン             | 池田眞美子 | 池野文雄   | 池野文雄   | 岡迫亘弘       | 4月19日       | 2巻目        |                                                                         |
| 10   | へんぽこりんパワーは禁止ニャン     | 柳川茂     | 神戸守     | 古川政美   | 西山里枝       | 4月20日       | 3巻目        |                                                                         |
| 11   | パパの手作り料理だニャン           | 柳川茂     | 福本潔     | 福本潔     | 服部一郎       | 4月22日       | 3巻目        |                                                                         |
| 12   | 夢のなかにはいるニャン             | 柳川茂     | 高木真司   | 高木真司   | 岡迫亘弘       | 4月23日       | 3巻目        |                                                                         |
| 13   | ダイエットはほどほどニャン         | 水出弘一   | 奥田誠治   | 高橋幸雄   | 岡迫亘弘       | 4月26日       | 4巻目        |                                                                         |
| 14   | 水ぞくかんをつくるニャン           | 池野みのり | 岩崎良明   | 岩崎良明   | 河合静男       | 4月27日       | 4巻目        | 藤子・F・不二雄TVシリーズ 8キャラクターズ 名作コレクションDVD           |
| 15   | ミキちゃんの宝物ニャン             | 桜井正明   | 福本潔     | 福本潔     | 服部一郎       | 4月28日       | 4巻目        |                                                                         |
| 16   | 菊ちゃんは王子様だニャン           | 柳川茂     | 池野文雄   | 池野文雄   | 進藤満尾       | 4月30日       | 4巻目        |                                                                         |
| 17   | ミキちゃんがいっぱいニャン         | 桜井正明   | 浅田裕二   | 浅田裕二   | 岩根雅明       | 5月6日        | 5巻目        |                                                                         |
| 18   | 父ちゃん鳥になるニャン             | 柳川茂     | 牧野行洋   | 岩崎良明   | 野館誠一       | 5月7日        | 5巻目        |                                                                         |
| 19   | パパの歌は最高ニャン               | 池田眞美子 | 生頼昭憲   | 生頼昭憲   | 高橋明信       | 5月24日       | 5巻目        |                                                                         |
| 20   | 家ごとキャンプするニャン           | 吉田通代   | 福本潔     | 福本潔     | 服部一郎       | 5月25日       | 5巻目        | 藤子・F・不二雄TVアニメアーカイブス セレクション1「ホンワカ編」         |
| 21   | ひとりでおでかけニャン             | 柳川茂     | 生頼昭憲   | 生頼昭憲   | 高橋明信       | 5月26日       | 11巻目       |                                                                         |
| 22   | ママに赤ちゃんが…ニャン            | 水出弘一   | 池野文雄   | 池野文雄   | 岡迫亘弘       | 5月27日       | 6巻目        |                                                                         |
| 23   | ミキちゃんはミカちゃん人形ニャン   | 池田眞美子 | 渡辺健一郎 | 渡辺健一郎 | 小林勝利       | 5月28日       |              |                                                                         |
| 24   | ユウちゃんのおとうとになるニャン   | 池田眞美子 | 遠藤克己   | 大町繁     | 小林勝利       | 5月31日       | 7巻目        |                                                                         |
| 25   | 花咲かマットだニャン               | 柳川茂     | 牛草健     | 大地丙太郎 | 畑良子         | 6月1日        | 8巻目        |                                                                         |
| 26   | とび箱をとぶニャン                 | 池野みのり | 福本潔     | 福本潔     | 服部一郎       | 6月2日        |              |                                                                         |
| 27   | へんぽこりん缶詰はめいわくニャン   | 柳川茂     | 福本潔     | 福本潔     | 服部一郎       | 6月3日        | 11巻目       | 藤子・F・不二雄アニメキャラクター大集合 第3巻（通常収録）               |
| 28   | おじいちゃんがやって来たニャン     | 雪室俊一   | 生頼昭憲   | 生頼昭憲   | 高橋明信       | 6月4日        | 6巻目        | 藤子・F・不二雄TVシリーズ 8キャラクターズ 名作コレクションDVD           |
| 29   | ユウちゃんは迷たんていニャン       | 池野みのり | 生頼昭憲   | 生頼昭憲   | 高橋明信       | 6月7日        | 8巻目        |                                                                         |
| 30   | パパを応援するニャン               | 水出弘一   | 遠藤克巳   | 渡辺健一郎 | 小林勝利       | 6月8日        | 7巻目        |                                                                         |
| 31   | レーテン草が咲いたニャン           | 雪室俊一   | 浅田裕二   | 佐山聖子   | 西山里枝       | 6月9日        |              |                                                                         |
| 32   | のらネコ三兄弟ニャン               | 池野みのり | 神戸守     | 神戸守     | 西山里枝       | 6月10日       |              |                                                                         |
| 33   | さよならミキちゃんニャン           | 雪室俊一   | 遠藤克己   | 岡田宇啓   | 小林勝利       | 6月11日       | 3巻目        | 藤子・F・不二雄TVアニメアーカイブス セレクション1「ホンワカ編」         |
| 34   | お化けやしきだニャン               | 桜井正明   | 高木真司   | 高木真司   | 郷敏治         | 6月14日       | 7巻目        |                                                                         |
| 35   | おそうじぴっかぴかニャン           | 桜井正明   | 浅田裕二   | 神戸守     | 野館誠一       | 6月15日       | 8巻目        |                                                                         |
| 36   | ユウちゃんのパーティーだニャン     | 池田眞美子 | 奥田誠治   | 岩崎良明   | 岡迫亘弘       | 6月16日       |              |                                                                         |
| 37   | きれいになるのはたいへんニャン     | 柳川茂     | 福本潔     | 福本潔     | 服部一郎       | 6月17日       |              |                                                                         |
| 38   | カエルはつらいニャン               | 桜井正明   | 福本潔     | 福本潔     | 服部一郎       | 6月18日       | 8巻目        |                                                                         |
| 39   | 忘れものになったニャン             | 柳川茂     | 福本潔     | 福本潔     | 服部一郎       | 6月21日       | 9巻目        |                                                                         |
| 40   | おもちゃのパーティーだニャン       | 池野みのり | 福本潔     | 福本潔     | 服部一郎       | 6月22日       | 7巻目        |                                                                         |
| 41   | ポコニャンはおにいニャン           | 池野みのり | 吉田健次郎 | 吉田健次郎 | 進藤満尾       | 6月23日       |              |                                                                         |
| 42   | カラスのかってだニャン             | 桜井正明   | 生頼昭憲   | 生頼昭憲   | 石川修         | 6月28日       | 9巻目        |                                                                         |
| 43   | 忘れてた大事な日ニャン             | 雪室俊一   | 福本潔     | 福本潔     | 服部一郎       | 6月29日       | 10巻目       |                                                                         |
| 44   | とうめい人間だニャン               | 桜井正明   | 大地丙太郎 | 大地丙太郎 | 畑良子         | 6月30日       | 9巻目        |                                                                         |
| 45   | 海ぞくごっこはたのしいニャン       | 桜井正明   | 生頼昭憲   | 生頼昭憲   | 岡迫亘弘       | 7月1日        |              |                                                                         |
| 46   | 山にかえるポコニャン               | 柳川茂     | 香川豊     | 香川豊     | 河合静男       | 7月2日        | 10巻目       |                                                                         |
| 47   | はじめての海だニャン               | 池田眞美子 | 高木真司   | 高木真司   | 鈴木満         | 7月20日       | 夏休み編     |                                                                         |
| 48   | ヘソまがりのウサギニャン           | 柳川茂     | 浅田裕二   | 神戸守     | 西山里枝       | 7月21日       |              |                                                                         |
| 49   | 何でも切り抜いちゃうニャン         | 小山真弓   | 香川豊     | 香川豊     | 岡迫亘弘       | 7月22日       |              |                                                                         |
| 50   | お菓子の家の魔女だニャン           | 三宅直子   | 福本潔     | 福本潔     | 服部一郎       | 7月23日       | 9巻目        |                                                                         |
| 51   | サボ子ちゃんはかわいいニャン       | 柳川茂     | 大町繁     | 大町繁     | 小林勝利       | 7月26日       |              |                                                                         |
| 52   | パパのプレゼントニャン             | 池田眞美子 | 福本潔     | 福本潔     | 服部一郎       | 7月27日       | 14巻目       |                                                                         |
| 53   | スケボーにのった犬だニャン         | 水出弘一   | 福本潔     | 福本潔     | 服部一郎       | 7月29日       | 10巻目       |                                                                         |
| 54   | 恐竜がうごいたニャン               | 水出弘一   | 生頼昭憲   | 生頼昭憲   | 石川修         | 7月30日       | 6巻目        |                                                                         |
| 55   | 夏の雪ダルマだニャン               | 柳川茂     | 福本潔     | 福本潔     | 服部一郎       | 8月2日        |              |                                                                         |
| 56   | アタリちゃんがこわれた?ニャン      | 池野みのり | 岩崎良明   | 岩崎良明   | はしもとかつみ | 8月3日        |              |                                                                         |
| 57   | パパの時計をさがすニャン           | 三宅直子   | 大町繁     | 大町繁     | 小林勝利       | 8月4日        |              |                                                                         |
| 58   | いいオトコになるニャン             | 雪室俊一   | 福本潔     | 福本潔     | 服部一郎       | 8月5日        |              |                                                                         |
| 59   | 夏は寒い?ニャン                    | 池野みのり | 高木真司   | 高木真司   | 鈴木満         | 8月13日       | 夏休み編     |                                                                         |
| 60   | アイドルもつらいニャン             | 池野みのり | 生頼昭憲   | 生頼昭憲   | 石川修         | 8月17日       |              |                                                                         |
| 61   | ジャングルは楽しいニャン           | 三宅直子   | 神戸守     | 神戸守     | 西山里枝       | 8月20日       | 夏休み編     |                                                                         |
| 62   | ウエスタン牧場の決闘だニャン       | 柳川茂     | 生頼昭憲   | 生頼昭憲   | 小島彰         | 8月23日       | 15巻目       |                                                                         |
| 63   | でんしゃは楽しいニャン             | 池田眞美子 | 福本潔     | 福本潔     | 服部一郎       | 8月24日       | 12巻目       |                                                                         |
| 64   | とべとべヒコーキニャン             | 桜井正明   | 香川豊     | 香川豊     | 河合静男       | 8月25日       | 12巻目       |                                                                         |
| 65   | こわ〜い花だニャン                 | 柳川茂     | 佐山聖子   | 佐山聖子   | 西山里枝       | 8月26日       |              |                                                                         |
| 66   | はじめてのお手紙ニャン             | 雪室俊一   | 高木真司   | 高木真司   | 郷敏治         | 8月30日       | 15巻目       |                                                                         |
| 67   | ちていたんけんだニャン             | 池田眞美子 | 神戸守     | 神戸守     | 西山里枝       | 8月31日       |              |                                                                         |
| 68   | ポコニャン救助隊だニャン           | 柳川茂     | 福本潔     | 福本潔     | 服部一郎       | 9月1日        |              |                                                                         |
| 69   | 飛び出したヒーローだニャン         | 池野みのり | 大地丙太郎 | 大地丙太郎 | 畑良子         | 9月2日        | 10巻目       |                                                                         |
| 70   | サーカスのスターだニャン           | 桜井正明   | 高木真司   | 高木真司   | 鈴木満         | 9月6日        | 13巻目       |                                                                         |
| 71   | おえかきはたのしいニャン           | 池田眞美子 | 佐山聖子   | 佐山聖子   | 西山里枝       | 9月7日        | 15巻目       |                                                                         |
| 72   | なかよしになるニャン               | 桜井正明   | 高木真司   | 高木真司   | 郷敏治         | 9月8日        |              |                                                                         |
| 73   | おじいちゃんのガンコパワーだニャン | 雪室俊一   | 岩崎良明   | 岩崎良明   | 河合静男       | 9月9日        |              |                                                                         |
| 74   | はなよめさんになりたいニャン       | 池田眞美子 | 神戸守     | 神戸守     | 西山里枝       | 9月10日       |              |                                                                         |
| 75   | ミキちゃんはオルゴールニャン       | 小山真弓   | 山吉康夫   | 西本由紀夫 | 岩根雅明       | 9月27日       |              |                                                                         |
| 76   | イルカくんとおともだちニャン       | 植村更     | 遠藤克己   | 渡辺健一郎 | 小林勝利       | 9月28日       | 夏休み編     |                                                                         |
| 77   | じてんしゃにのるニャン             | 吉田通代   | 生頼昭憲   | 生頼昭憲   | 石川修         | 9月29日       | 12巻目       |                                                                         |
| 78   | ハチさんを守るニャン               | 池野みのり | 福本潔     | 福本潔     | 服部一郎       | 9月30日       |              |                                                                         |
| 79   | 影とあそぶニャン                   | 柳川茂     | 生頼昭憲   | 生頼昭憲   | 石川修         | 10月5日       |              |                                                                         |
| 80   | タコのお願いニャン                 | 雪室俊一   | 神戸守     | 神戸守     | 西山里枝       | 10月6日       |              |                                                                         |
| 81   | 菊ちゃんの運動会ニャン             | 池田眞美子 | 岩根雅明   | 西本由紀夫 | 岩根雅明       | 10月7日       |              |                                                                         |
| 82   | ふしぎなきのこ山だニャン           | 石原静雄   | 生頼昭憲   | 生頼昭憲   | 野館誠一       | 10月12日      | 13巻目       |                                                                         |
| 83   | SLはともだちニャン                 | 雪室俊一   | 香川豊     | 香川豊     | 郷敏治         | 10月14日      | 12巻目       |                                                                         |
| 84   | ひつじが何びき?ニャン              | 三宅直子   | 高木真司   | 高木真司   | 鈴木満         | 10月15日      |              |                                                                         |
| 85   | ふしぎなタマゴだニャン             | 柳川茂     | 池野文雄   | 池野文雄   | 岡迫亘弘       | 10月18日      | 13巻目       | 藤子・F・不二雄アニメキャラクター大集合 第3巻（ペイ・パー・ビュー収録） |
| 86   | チンプクはへんなネコニャン         | 柳川茂     | 池野文雄   | 池野文雄   | 岡迫亘弘       | 10月20日      | 13巻目       | 藤子・F・不二雄アニメキャラクター大集合 第3巻（ペイ・パー・ビュー収録） |
| 87   | ヘディングシュートだニャン         | 桜井正明   | 香川豊     | 香川豊     | 河合静男       | 10月21日      | 11巻目       |                                                                         |
| 88   | 南の島はとおいニャン               | 池田眞美子 | 佐山聖子   | 佐山聖子   | 西山里枝       | 10月22日      |              |                                                                         |
| 89   | 笑顔がいっぱいニャン               | 桜井正明   | 奥田誠治   | 高橋幸雄   | 河合静男       | 10月25日      |              |                                                                         |
| 90   | レストランは大さわぎニャン         | 柳川茂     | 福本潔     | 福本潔     | 服部一郎       | 10月26日      | 15巻目       |                                                                         |
| 91   | お星さまはおいしいニャン           | 桜井正明   | 池野文雄   | 池野文雄   | 岡迫亘弘       | 10月27日      |              |                                                                         |
| 92   | ママのかわりは大変ニャン           | 池野みのり | 神戸守     | 神戸守     | 西山里枝       | 10月28日      | 14巻目       |                                                                         |
| 93   | がんばれ!ポンコツ飛行機ニャン      | 小松崎康弘 | 岩崎良明   | 岩崎良明   | 河合静男       | 10月29日      |              |                                                                         |
| 94   | 一発逆転ホームランだニャン         | 池田眞美子 | 神戸守     | 神戸守     | 西山里枝       | 11月1日       |              |                                                                         |
| 95   | 本をだいじにするニャン             | 柳川茂     | 岩崎良明   | 岩崎良明   | 郷敏治         | 11月2日       | クリスマス編 |                                                                         |
| 96   | ナゾの魚をつかまえるニャン         | 小松崎康弘 | 福本潔     | 福本潔     | 服部一郎       | 11月4日       |              |                                                                         |
| 97   | ナミダはかざりじゃないニャン       | 柳川茂     | 渡辺健一郎 | 渡辺健一郎 | 小林勝利       | 11月5日       |              |                                                                         |
| 98   | 走れ!ポコニャン                    | 池田眞美子 | 大町繁     | 大町繁     | 小林勝利       | 11月22日      |              |                                                                         |
| 99   | うちの車はいちばんニャン           | 小山真弓   | 福本潔     | 福本潔     | 服部一郎       | 11月24日      |              |                                                                         |
| 100  | 注射はいやだニャン                 | 池野みのり | 福本潔     | 福本潔     | 服部一郎       | 11月25日      |              |                                                                         |
| 101  | テレビ局はメチャクチャニャン       | 池田眞美子 | 香川豊     | 香川豊     | 玉井公子       | 11月26日      | 11巻目       |                                                                         |
| 102  | ビデオみたいだニャン               | 水出弘一   | 福本潔     | 福本潔     | 服部一郎       | 11月29日      |              |                                                                         |
| 103  | リス君のおうち探しニャン           | 植村更     | 池野文雄   | 池野文雄   | 岡迫亘弘       | 11月30日      |              |                                                                         |
| 104  | サンタさんをさがすニャン           | 小山真弓   | 井硲清高   | 西本由紀夫 | 岩根雅明       | 12月3日       | クリスマス編 |                                                                         |
| 105  | ポコニャンがあぶないニャン         | 吉田通代   | 遠藤克己   | 渡辺健一郎 | 小林勝利       | 12月6日       |              |                                                                         |
| 106  | ママのおてつだいニャン             | 柳川茂     | 高木真司   | 高木真司   | 鈴木満         | 12月7日       |              |                                                                         |
| 107  | おさわがせカメラだニャン           | 吉田通代   | 香川豊     | 香川豊     | 玉井公子       | 12月8日       |              |                                                                         |
| 108  | 冬ごもりはコリゴリニャン           | 水出弘一   | 福本潔     | 福本潔     | 服部一郎       | 12月10日      |              |                                                                         |
| 109  | パパの声になったニャン             | 柳川茂     | 福本潔     | 福本潔     | 服部一郎       | 12月13日      |              |                                                                         |
| 110  | ペンキぬりは楽しいニャン           | 水出弘一   | 佐山聖子   | 佐山聖子   | 西山里枝       | 12月14日      |              |                                                                         |
| 111  | おねしょはつらいニャン             | 池田眞美子 | 池野文雄   | 池野文雄   | 岡迫亘弘       | 12月15日      | 14巻目       |                                                                         |
| 112  | あなポコリンで大騒ぎニャン         | 柳川茂     | 高木真司   | 高木真司   | 郷敏治         | 12月17日      |              |                                                                         |
| 113  | ニャンポコオーはがんばるニャン     | 水出弘一   | 高木真司   | 高木真司   | 郷敏治         | 12月20日      |              |                                                                         |
| 114  | デパートで遊ぶニャン               | 水出弘一   | 遠藤克己   | 渡辺健一郎 | 小林勝利       | 12月21日      |              |                                                                         |
| 115  | あべこべサンタだニャン             | 柳川茂     | 大町繁     | 大町繁     | 小林勝利       | 12月22日      | クリスマス編 |                                                                         |
| 116  | シロは名犬だニャン                 | 池野みのり | 吉田健次郎 | 吉田健次郎 | 進藤満尾       | 12月31日      |              |                                                                         |
| 117  | お話ランドに行くニャン             | 柳川茂     | 岩崎良明   | 岩崎良明   | 郷敏治         | 12月31日      |              |                                                                         |
| 118  | とんだ魔法のランプだニャン         | 水出弘一   | 高木真司   | 高木真司   | 鈴木満         | 12月31日      |              |                                                                         |
| 119  | いい夢を見るニャン                 | 桜井正明   | 生頼昭憲   | 生頼昭憲   | 石川修         | 1994年 1月4日 |              |                                                                         |
| 120  | 鏡の国にとびこむニャン             | 池田眞美子 | 福本潔     | 福本潔     | 服部一郎       | 1月5日        |              |                                                                         |
| 121  | 鏡の国の冒険ニャン                 | 池田眞美子 | 福本潔     | 福本潔     | 服部一郎       | 1月6日        |              |                                                                         |
| 122  | たこ上げするニャン                 | 池野みのり | 西本由紀夫 | 西本由紀夫 | 岩根雅明       | 1月7日        |              |                                                                         |
| 123  | 空飛ぶペンギンだニャン             | 植村更     | 池野文雄   | 渡辺健一郎 | 小林勝利       | 1月24日       |              |                                                                         |
| 124  | チョッキン貯金だニャン             | 桜井正明   | 西本由紀夫 | 西本由紀夫 | 岩根雅明       | 1月25日       |              |                                                                         |
| 125  | 警察犬はつらいニャン               | 大森俊治   | 西本由紀夫 | 西本由紀夫 | 岩根雅明       | 1月26日       |              |                                                                         |
| 126  | カゼをひきたいニャン               | 池田眞美子 | 福本潔     | 福本潔     | 服部一郎       | 1月27日       |              |                                                                         |
| 127  | 絵が逃げだした!?ニャン             | 桜井正明   | 福本潔     | 福本潔     | 服部一郎       | 1月28日       |              |                                                                         |
| 128  | 双子ちゃんはかわいいニャン         | 池野みのり | 香川豊     | 香川豊     | 高橋明信       | 1月31日       |              |                                                                         |
| 129  | 飛んできたシロクマニャン           | 池野眞美子 | 福本潔     | 福本潔     | 服部一郎       | 2月1日        |              |                                                                         |
| 130  | ビデオカメラにポーズニャン         | 新井令子   | 福本潔     | 福本潔     | 服部一郎       | 2月2日        |              |                                                                         |
| 131  | ヒヨコちゃんをかえすニャン         | 池野みのり | 大町繁     | 大町繁     | 小林勝利       | 2月3日        |              |                                                                         |
| 132  | ゲームに飛び込むニャン             | 桜井正明   | 古川政美   | 古川政美   | 西山里枝       | 2月4日        |              |                                                                         |
| 133  | 飛行機に乗りたいニャン             | 池田眞美子 | 福本潔     | 福本潔     | 服部一郎       | 2月7日        |              |                                                                         |
| 134  | シロの散歩があべこべニャン         | 桜井正明   | 石黒育     | 福本潔     | 服部一郎       | 2月8日        |              |                                                                         |
| 135  | ポコニャンの雪まつりニャン         | 吉田通代   | 高木真司   | 高木真司   | 郷敏治         | 2月9日        | クリスマス編 |                                                                         |
| 136  | まぼろしの雪男ニャン               | 池田眞美子 | 福本潔     | 福本潔     | 服部一郎       | 2月14日       |              |                                                                         |
| 137  | 引っ越しのお手伝いニャン           | 柳川茂     | 香川豊     | 香川豊     | 玉井公子       | 2月15日       |              |                                                                         |
| 138  | チンチン電車に乗りたいニャン       | 水出弘一   | 高木真司   | 高木真司   | 玉井公子       | 2月17日       |              |                                                                         |
| 139  | よっぱらいはあぶないニャン         | 池野みのり | 生頼昭憲   | 生頼昭憲   | 石川修         | 2月21日       |              |                                                                         |
| 140  | やってきた魔女っ子ニャン           | 桜井正明   | 香川豊     | 香川豊     | 郷敏治         | 2月25日       |              | 藤子・F・不二雄TVアニメアーカイブス セレクション3「ドキドキ編」         |
| 141  | 魔人はオモチャどろぼうニャン       | 桜井正明   | 香川豊     | 香川豊     | 郷敏治         | 3月1日        |              | 藤子・F・不二雄TVアニメアーカイブス セレクション3「ドキドキ編」         |
| 142  | 魔人の国の対決ニャン               | 桜井正明   | 香川豊     | 香川豊     | 郷敏治         | 3月2日        |              | 藤子・F・不二雄TVアニメアーカイブス セレクション3「ドキドキ編」         |
| 143  | おばあちゃんの柱時計ニャン         | 水出弘一   | 高木真司   | 高木真司   | 河合静男       | 3月3日        |              |                                                                         |
| 144  | 柱時計の秘密ニャン                 | 水出弘一   | 高木真司   | 高木真司   | 鈴木満         | 3月4日        |              |                                                                         |
| 145  | 学校のユウレイだニャン             | 大森俊治   | 高木真司   | 高木真司   | 郷敏治         | 3月7日        |              |                                                                         |
| 146  | 雲に乗って遊ぶニャン               | 大森俊治   | 岩崎良明   | 岩崎良明   | 河合静男       | 3月9日        |              |                                                                         |
| 147  | 赤いトウモロコシはすてきニャン     | 雪室俊一   | 池野文雄   | 池野文雄   | 岡迫亘弘       | 3月10日       |              |                                                                         |
| 148  | さよならはスタートニャン           | 笹川ひろし | 池野文雄   | 渡辺健一郎 | 小林勝利       | 3月11日       |              |                                                                         |
| 149  | 菊ちゃんとおるすばんニャン         | 小山真弓   | 大町繁     | 大町繁     | 小林勝利       | 3月30日       |              |                                                                         |
| 150  | みんなポコニャンのともだちニャン   | 柳川茂     | 池野文雄   | 池野文雄   | 岡迫亘弘       | 4月1日        |              |                                                                         |
| 151  | 大渋滞は楽しいニャン               | 柳川茂     | 池野文雄   | 池野文雄   | 岡迫亘弘       | 5月6日        |              |                                                                         |
| 152  | ミキちゃんのこてき隊だニャン       | 桜井正明   | 池野文雄   | 池野文雄   | 岡迫亘弘       | 6月15日       |              |                                                                         |
| 153  | 運がいいニャン                     | 桜井正明   | 大町繁     | 大町繁     | 小林勝利       | 6月17日       |              |                                                                         |
| 154  | 台風がくるニャン                   | 桜井正明   | 生頼昭憲   | 生頼昭憲   | 星川信芳       | 6月21日       |              |                                                                         |
| 155  | パパと出張するニャン               | 池田眞美子 | 香川豊     | 香川豊     | 郷敏治         | 6月22日       |              |                                                                         |
| 156  | ポコニャンが初恋?ニャン            | 池野みのり | 生頼昭憲   | 生頼昭憲   | 石川修         | 6月23日       |              |                                                                         |
| 157  | 誕生日がほしいニャン               | 桜井正明   | 高木真司   | 高木真司   | 郷敏治         | 8月4日        | 14巻目       |                                                                         |
| 158  | ふしぎなスケッチブックニャン       | 笹川ひろし | 池野文雄   | 池野文雄   | 岡迫亘弘       | 9月8日        |              |                                                                         |
| 159  | いじめっこはいいやつニャン         | 池田眞美子 | 高木真司   | 高木真司   | 鈴木満         | 9月19日       |              |                                                                         |
| 160  | パパの日曜大工ニャン               | 池野みのり | 吉田健次郎 | 吉田健次郎 | 進藤満尾       | 9月20日       |              |                                                                         |
| 161  | 何でも出てくるカードだニャン       | 柳川茂     | 吉田健次郎 | 吉田健次郎 | 進藤満尾       | 9月21日       |              |                                                                         |
| 162  | パーティは秘密ニャン               | 小松崎康弘 | 福本潔     | 福本潔     | 服部一郎       | 9月22日       |              |                                                                         |
| 163  | ごほうびがほしいニャン             | 水出弘一   | 福本潔     | 福本潔     | 服部一郎       | 10月11日      |              |                                                                         |
| 164  | パパの転勤ニャン                   | 池田眞美子 | 吉田健次郎 | 吉田健次郎 | 進藤満尾       | 10月12日      |              |                                                                         |
| 165  | 日記をつけるニャン                 | 柳川茂     | 福本潔     | 福本潔     | 服部一郎       | 10月21日      |              |                                                                         |
| 166  | モデルは誰だ?ニャン                | 柳川茂     | 岩崎良明   | 岩崎良明   | 鈴木満         | 11月1日       |              |                                                                         |
| 167  | ミキちゃんは手品師ニャン           | 水出弘一   | 井硲清高   | 井硲清高   | 岩根雅明       | 12月12日      |              |                                                                         |
| 168  | まちはスケートリンクニャン         | 吉田通代   | 神戸守     | 神戸守     | 西山里枝       | 1995年 2月2日 |              |                                                                         |
| 169  | 原始時代はコリゴリニャン           | 桜井正明   | 岩崎良明   | 岩崎良明   | 河合静男       | 2月10日       |              |                                                                         |
| 170  | おじいちゃんの交通安全だニャン     | 池田眞美子 | 吉田健次郎 | 吉田健次郎 | 進藤満尾       | 3月17日       |              |                                                                         |

### ビデオソフト
- 1993年から1994年にかけて日本ヘラルド映画から選り抜きでの収録で、VHS全17巻（特別編2巻含む）が発売された。現在は、全巻廃盤となっている。
- 2010年6月にローソンが行った藤子・F・不二雄キャラクターズフェアとタイアップしたDVD商品である「藤子・F・不二雄アニメキャラクター大集合 第3巻」に選り抜き形式で計3話（ペイ・パー・ビューDVD方式の2話含む）が収録され、初DVD化となった。
- 2010年9月に藤子・F・不二雄ミュージアム開業記念企画としてTCエンタテインメントから発売された「藤子・F・不二雄TVアニメアーカイブス」シリーズに選り抜き形式で計6話が収録された。
- 2011年8月に小学館から発売された「藤子・F・不二雄 TVシリーズ 8キャラクターズ 名作コレクションDVD」に選り抜き形式で計2話が収録されている。

## シアターアニメ
タイトルは『ポコニャン&ドラえもん「ポンポコニャンでここほれニャンニャン!?」』。藤子・F・不二雄ミュージアム施設内にあるFシアターで、開館5周年の記念日にあたる2016年9月3日より短編映画として公開。アニメ化としては1993年のテレビアニメ版から23年ぶりであり、前作に引き続き三田ゆう子がポコニャンを演じる。ストーリーは原作の「ここほれニャンニャン」に沿っており、大幅なアレンジが加えられた前作には登場しなかった太郎が初登場するほか、ドラえもんとのび太が登場キャラクターとして加わっている。

### スタッフ
- 原作 - 藤子・F・不二雄
- 企画 - 大倉俊輔
- 監督・絵コンテ - 大杉宜弘
- 演出 - 善聡一郎
- 作画監督 - 三輪修、中本和樹
- 美術監督 - 荒井和浩
- 色彩設計 - 松谷早苗
- 音響監督 - 田中章喜
- 制作 - シンエイ動画

## ゲームソフト
ポコニャン! 夢の大冒険（ゲームボーイ）
東宝 / 小学館プロダクション、1994年8月5日発売
ポコニャン! へんぽこりんアドベンチャー（スーパーファミコン）
東宝 / 小学館プロダクション、1994年12月22日発売

## アミューズメント筐体
ポコニャン! バルーン
カプコン / 藤子・F・不二雄、NHK、NEP、小学館、日本ヘラルド映画、1995年発売 / 気球を模したポコニャン型の揺れる筐体に乗って筐体画面での旅を見るもの。
ポコニャン! ジャンボフレンズ
カプコン /  藤子・F・不二雄、NHK、NEP、小学館、日本ヘラルド映画、1996年発売 / 回転するスロットを押すもの。揃うと景品が出てくる。